# 徳島大正銀行
株式会社徳島大正銀行（とくしまたいしょうぎんこう）は、徳島県徳島市に本店を置く第二地方銀行。トモニホールディングスの完全子会社。通称は徳島銀行時代から使用している「とくぎん」。
2020年（令和2年）1月1日付で、徳島銀行が大正銀行を吸収合併して発足した。なお、令和時代初の銀行合併である。

## 概要
本店所在地は旧徳島銀行本店に置かれており、システムは徳島銀行のシステムに統合されている。
営業企画や審査など中枢部門を徳島市の本店に集約し、香川銀行分を含め、3行の手形交換業務などを集中して行う事務センターを大阪市内に新設した。
コア業務純益で黒字は維持しているものの収益が減少しており、地盤の徳島県においては人口や企業数の減少が予想される徳島銀行と、金融激戦区である大阪府において厳しい競争に晒されている大正銀行の合併による経費削減と融資拡大を目的とした合併である。行名は「銀行名に愛着を持つ顧客も多い」として合併前の旧行の名前を並立させる形をとり、重点地区と位置付ける近畿地方の営業を強化していく方針を示した。
旧大正銀行からの流れで、みどり会の会員企業となっており三和グループに属する。
合併に伴い、既存店の店舗番号は、大正銀行時代の店舗番号へ138を加えた値となる。
新たに発足した徳島大正銀行の本社が徳島県に置かれたことにより、最盛期には6行あった大阪府内に本社を置く第二地方銀行（近畿銀行、なにわ銀行、幸福銀行、福徳銀行、関西銀行、大正銀行）が全て消滅した（合併により（第一）地方銀行に移行するか、関西以外に本店を持つ銀行に合併するか、経営破綻した）。そのため、関西地方に本店を置く第二地方銀行は兵庫県神戸市に本店を置くみなと銀行のみとなった。

## 沿革
前身行の沿革については徳島銀行及び大正銀行の沿革を参照。
- 2018年（平成30年）
  - 3月23日 - 徳島銀行と大正銀行が2019年秋までに合併することを発表。
  - 8月10日 - 合併期日を2020年1月1日付とすることを公表[7]。
- 2019年（令和元年）
  - 10月26日 - 徳島・大正両行で合併の承認決議[12]。
  - 12月25日 - 四国財務局と近畿財務局により合併認可[13]。
- 2020年（令和2年）
  - 1月1日 - 徳島銀行が大正銀行を吸収合併し、株式会社徳島大正銀行に商号変更。
  - 9月29日 - 取引先の事業承継支援のためYamatoさわかみ事業承継機構と業務提携[14]。
- 2021年（令和3年）3月 - 徳島大正銀行船場ビルへ、大阪支店および大阪中央営業部を移転統合[4]。
- 2022年（令和4年）
  - 6月27日 - 合併前の徳島銀行、大正銀行の代表者であった柿内愼市と吉田雅昭が取締役を退任[15]。
- 2024年（令和6年）2月 - インターネット支店「とくぎんネット支店」を開設[4]。
- 2024年（令和6年）2月 - グループ会社として、とくぎんトモニリンクアップ株式会社を設立[4]。

## 営業政策

### 自動機サービス等
ATMは四国の第二地銀4行（徳島大正銀行と香川銀行、愛媛銀行、高知銀行）で「4 YOU NET（フォーユーネット）」の名称で提携し、4行間では他行利用手数料が無料となる。
また、三菱UFJ銀行ATMでの徳島大正銀行のキャッシュカードでの入出金と、逆に徳島大正銀行ATMでの三菱UFJ銀行のキャッシュカードでの出金も、所定の時間帯はATM利用手数料が無料となる（徳島大正銀行ATMで三菱UFJ銀行のキャッシュカードでの入金は不可）。

### 店舗
本店所在地である徳島県を基盤に四国各県のほか、旧大正銀行の地盤を引き継ぐ阪神地区に多く展開している。店舗数は徳島県62店舗、大阪府26店舗、兵庫県9店舗（うち淡路島2店舗）、東京都に4店舗、香川県・愛媛県・京都府に各2店舗、高知県1店舗の計81店舗（ブランチ・イン・ブランチを含む）である。
2019年には合併に先立ち、旧大正銀行本店を、大阪中央営業部とするなどの組織変更を行った。また同年10月15日には、大正銀行大阪北支店を徳島銀行南森町支店内に移転し、ブランチインブランチ方式での店舗統合を実施した。
その他、大阪支店を新築移転し、併せて大阪中央営業部をブランチインブランチ化、京都支店を移転後、桃山支店をブランチインブランチ化している。また2023年には玉造支店（大阪市東成区）を美章園支店（大阪市阿倍野区）の店舗内店舗とするなど、関西圏の店舗を中心に整理を行っている。

## グループ会社
- トモニカード株式会社[20]
- 株式会社徳銀キャピタル[20]
- 株式会社徳銀ビジネスサービス[20]
- 大正信用保証株式会社[20]
- とくぎんトモニリンクアップ株式会社[20]（2024年2月設立[4]）

## 不祥事
2021年（令和3年）11月18日、萱島支店に勤務していた徳島県出身で旧徳島銀行に2014年（平成26年）入社した元行員が、旧大正銀行時代から取引のある法人顧客より1,500万円を着服した。翌11月19日に顧客の申し出から発覚したが、元行員は11月18日の退社後から出社せずそのまま失踪していた。元行員は翌2022年（令和4年）12月6日に愛知県内で逮捕された。